# Біотехнологічні методи одержання ацетону
Біотехнологічні методи одержання ацетону — методи одержання ацетону, які базуються на використанні культур мікроорганізмів. Наразі зацікавлення методом відновлюється у зв'язку з поновлюваністю ресурсів, необхідних для протікання реакцій.

## Історія
Метод одержання ацетону був запатентований Хаїмом Вейцманом у 1915 році і дуже швидко отримав підтримку влади Великої Британії. Вже наступного року почав використовуватись у промислових масштабах
Кордит був головним пропелентом ((лат. propellentis — що виганяє, що штовхає), що використовувався у балістичній зброї на початку ХХ століття. Королівський флот вимагав високоякісних пропелентів певних типів для того, щоб його боєприпаси діяли найбільш ефективно. Ацетон був необхідний як бажаний агент для включення хімічних компонентів в процесі виробництва кордиту. На початку Першої світової війни запас ацетону у Великій Британії був дуже  обмеженим.
У ті часи ацетон традиційно отримували в процесі дистиляції деревини, і вихід його при такому способі був невисоким.  Не дивно, що головними його виробниками були основні лісогосподарські регіони світу - Сполучені Штати Америки (США), Канада та Австрія. Велика Британія мала невеликі запаси деревини, тому  існувала велика залежність від зарубіжних постачальників ацетону. 
Крім того, на самому початку Першої світової війни конкуренція між виробниками кордиту як у Великій Британії, так і в США призвела до помітного підвищення вартості продукту. Це було пов'язано з відсутністю необхідної кількості сировини. Виробники ацетону в США зіткнулися з безліччю проблем, пов'язаних з погодою під час зими 1914/15 рр. і дефіцитом запасів необхідних хімічних реагентів. Станом на 1916 рік  попит на ацетон ледве задовольнявся, і стало зрозуміло,  що треба шукати інші джерела його отримання
Хаїм Вейцман (майбутній перший президент Ізраїлю) відіграв  важливу роль у цьому процесі, розробляючи технологію застосування бактеріального процесу бродіння для промислового отримання ацетону. Розробка виявилась досить складною - необхідно було подолати багато проблем, пов'язаних з ефективністю та масштабуванням виробництва. Всі перешкоди однак були врешті-решт подолані і процес промислового біотехнологічного виробництва ацетону запущено в Холтон Хев Holton Heath (Дорсет, Велика Британія). Поряд з заводом з ферментативного виробництва ацетону було побудовано фабрику для виробництва кордиту для потреб  Військово-морських сил Великої Британії - Royal Navy Cordite Factory.  Таким чином, Холтон Хев  став місцем, де процес отримання ацетону став одним з перших прикладів використання біотехнологічних процесів у промисловому масштабі.

## Процес
Ферментація біоматеріалу (переважно, кукурудзяного крохмалю або меляси)  відбувається в середовищі за відсутності кисню за допомогою бактерії Clostridium acetobutylicum при температурі в 37°С та рН 6,5. Продуктами реакції виступають ацетон, бутанол та етанол.  Потім отриману суміш розділяють перегонкою. Вихід речовин становить близько 30% від початкової біомаси, а співвідношення продуктів (в мольному співвідношенні) - від 1:2 до 1:3, де більшу частину становить бутанол, меншу — ацетон. Одержаний цим методом етиловий спирт становить лише 5-10% об‘єму отриманої суміші.

## Промислове значення
У період Першої світової війни ацетон був необхідним розчинником для виробництва бездимного пороху, а за умов відсутності сировини та обмеженої кількості ресурсів ферментація крохмалю стала оптимальним способом його одержання. В наш час метод ферментативного одержання не є провідним, але у зв´язку з ресурсопоглинанням і постійним продукуванням біовідходів, цей спосіб є одним з можливих шляхів одержання стратегічно необхідних речовин без шкоди для навколишнього середовища.